# Ronnie Ekelund
Ronnie Ekelund   (Glostrup, 21 d'agost de 1972) és un futbolista danès, ja retirat. Va jugar a la lliga danesa, espanyola, francesa, estatunidenca, i a la Premier League anglesa. Va ser un dels futbolistes danesos més prometedors del seu país, fins i tot amb nombroses convocacions amb les seleccions inferiors. Però, la seua progressió, després de passar pel FC Barcelona, no va tenir una continuació i es va estar estancat, sense gaire possibilitats als equips pels quals va militar limitat per les lesions.
Mitjapunta per la dreta, va desenvolupar la seva carrera en múltiples equips com el Brøndby IF, FC Barcelona, Southampton FC, Odense BK, Tolosa FC i Sant Jose Earthquakes, entre d'altres. Actualment forma part del cos tècnic del club estatunidenc.

## Trajectòria
Considerat una de les principals promeses del futbol danès a la fi dels anys 1980, amb 15 anys es va convertir en el jugador més jove a debutar amb el Brøndby IF a la primera divisió danesa. Amb aquest equip va ser campió de lliga els anys 1990 i 1991.
Durant tot aquest temps, va anar també assidu en les categories inferiors de la selecció danesa. Durant la seva participació en els Jocs Olímpics de Barcelona 92 quan va ser seguit pel FC Barcelona. El 31 de juliol de 1992 va signar per cinc anys amb el club blaugrana. Ekelund es va convertir d'aquesta manera en el sisè estranger de l'equip entrenat per Johan Cruyff, que en aquells moments comptava en les seves files amb Ronald Koeman, Michael Laudrup, Hristo Stoítxkov, Richard Witschge i Goran Vučević. No obstant això, pel fet que la lliga espanyola només permetia llavors la presència de quatre estrangers en cada plantilla, tant Vucevic com Ekelund van ser inscrits amb fitxa del filial.
Durant dues temporades, Ekelund va jugar amb el FC Barcelona B en la Segona Divisió espanyola, participant en 66 partits en els quals va marcar deu gols. Però amb prou feines va tenir oportunitats en el primer equip, al marge d'algunes trobades i tornejos amistosos. El seu únic partit oficial ho va disputar el 19 de març de 1994, amb motiu de la jornada 29 de Primera Divisió, jugant 33 minuts davant el Racing de Santander. Aquest any, els blaugrana van acabar guanyant la lliga.
En finalitzar la temporada, Ekelund va manifestar públicament el seu desig d'abandonar el filial i, al no tenir opcions si es fes en buit en el primer equip barcelonista, a l'agost va marxar cedit al Southampton FC de la Premier League anglesa. Després d'una primera temporada prometedora (cinc gols en disset partits), les lesions li van marcar durant la campanya 1995/96, en la qual va peregrinar, com cedit, per diversos equips: Manchester City, Coventry City i Lyngby FC.
Finalment, al juliol de 1996, va arribar a un acord per a rescindir l'any de contracte que encara li lligava al FC Barcelona. Una vegada lliure, va realitzar sense èxit una prova per a l'Hamburg SV, i finalment va tornar al seu país, signant per l'Odense BK. Amb els blanc-i-blaus va jugar tres anys, l'últim en segona divisió.
L'estiu de 1999 va estar a prova a l'Everton FC i el Birmingham City, encara que finalment va preferir disputar la temporada 1999-00 en segona divisió de França amb el Tolosa FC. Malgrat aconseguir l'ascens, amb la marxa del tècnic Alain Giresse, el seu gran valedor, el club va prescindir dels seus serveis i va buscar a Anglaterra una nova destinació per a la temporada 2000/01. Es va lesionar mentre realitzava unes proves per a ingressar en el Bolton Wanderers, i no va ser fins a desembre de 2000 quan va trobar acomodament en el Walsall FC de la Second Division, tercera categoria de la lliga anglesa.
Després de completar la temporada amb el club britànic, va marxar als Estats Units per a jugar en els Sant Jose Earthquakes, on va completar una de les seves millors etapes com a professional. Va guanyar dues lligues (MLS Cup) i va ser inclòs en l'equip ideal del campionat estatunidenc en 2002. Es va retirar en 2004, acumulant 91 partits i onze gols en la MLS.
Després de la seva retirada, va jugar un any més en la Major Indoor Soccer League, la lliga professional americana de futbol sala, amb els Califòrnia Cougars. En 2008 va passar a formar part del cos tècnic de Sant Jose Earthquakes. Des de 2004 també dirigeix, al costat de la seva esposa Claire, el negoci Bébé au Lait, que comercialitza productes per a nounats.

## Internacional
Mai va arribar a debutar amb la selecció danesa absoluta, però va ser internacional en diverses categories inferiors: sub-17 (en 23 ocasions), sub-19 (7) i sub-21 (21). Amb aquesta va participar en els Jocs Olímpics de Barcelona 1992, disputant dos partits.